# Wilhelm Keitel
Generalfeldmarschall Wilhelm Bodewin Johann Gustav Keitel (22. září 1882, Helmscherode – 16. října 1946, Norimberk) byl válečný zločinec, vysoce vyznamenaný veterán první světové války, německý polní maršál za druhé světové války a náčelník Hitlerova Oberkommanda der Wehrmacht. Po válce patřil mezi hlavní obžalované u Norimberských procesů. Posléze byl odsouzen k trestu smrti a v Norimberku popraven.

## Mládí a první světová válka
Keitel se narodil v Helmscherode, Brunswick v Německém císařství jako syn Carla Keitela, velkostatkáře ze střední vrstvy, a Apollonie Visseringové. Jeho mladším bratrem byl generálmajor Bodewin Keitel. Po dokončení svého vzdělání v Göttingenu se rozhodl pro vojenskou službu a v roce 1901 je s hodností Fahnenjunker (důstojnický čekatel) přiřazen k 6. pluku Dolno-Saského polního dělostřelectva. V roce 1909 se oženil s Lisou Fontaine, dcerou bohatého velkostatkáře, s níž měl dohromady šest dětí, z nichž jedno zemřelo ještě v útlém věku. Během první světové války byl Keitel převelen k 46. pluku polního dělostřelectva ve Wolfenbüttelu, se kterým později bojoval na západní frontě. Dne 14. září roku 1914, během bojů ve Flandrech v Belgii, byl vážně raněn střepinou granátu do pravého předloktí a 8. října téhož roku povýšen do hodnosti Hauptmann (kapitán). Při této příležitosti byl rovněž vyznamenán železným křížem prvního stupně.
Keitel byl v březnu roku 1915 hned po svém zotavení přeřazen do generálního štábu německé armády a na frontu se nikdy nevrátil. Po skončení války zůstal v nově vytvořeném Reichswehru a působil též v jednotkách Freikorps, kde pomáhal s organizací pohraniční stráže na hranici s Polskem. Keitel působil také jako divizní štábní důstojník a později učil téměř dva roky ve vojenské škole pro jezdectvo v Hannoveru.
Později, v roce 1924, byl Keitel přeložen na Ministerstvo obrany (Reichswehrministerium) do kanceláře vojska. Brzy byl však povýšen na šéfa organizačního úřadu a pozici si udržel i poté, co se dostali nacisté k moci v roce 1933. Na základě doporučení generála Wernera von Fritsche se stal velitelem nově vytvořeného nacistického úřadu ozbrojených sil (Wehrmachtamt).

## Druhá světová válka
V roce 1937 byl Keitel povýšen do hodnosti General der Artilerie (generál dělostřelectva) a následující rok se díky Aféře Blomberg-Fritsch stal náhradou za ministra obrany (Reichskriegsministerium) a zároveň převzal funkci vrchního velitele Oberkommanda der Wehrmacht.
V říjnu 1938 byl Keitel krátce vojenským velitelem Sudet.
Roku 1940 byl s blížícím se koncem Francouzského tažení povýšen do hodnosti polního maršála a zároveň byl vyznamenán rytířským křížem za ujednání příměří s Francií, přestože nebyl velitelem jednotek účastnících se boje.
Během druhé světové války Keitel prokázal, že je slabý a opatrný. Snažil se Adolfu Hitlerovi rozmluvit invazi do Francie, a dokonce byl i proti Operaci Barbarossa. V obou dvou případech sklání před Hitlerem tvář a předkládá mu svoji rezignaci. Vůdce ji odmítá přijmout.
20. července 1944 vyvázl nezraněn z posledního atentátu na Adolfa Hitlera – viz Operace Valkýra.
Po válce byl souzen mezinárodním soudním tribunálem v Norimberku a odsouzen k trestu smrti oběšením za zločiny proti míru, válečné zločiny a zločiny proti lidskosti.

## Shrnutí vojenské kariéry

### Data povýšení
- Fahnenjunker – 9. březen, 1901
- Fänrich – praporčík – 14. říjen, 1901
- Poručík – 18. srpen, 1902
- Nadporučík – 18. srpen, 1910
- Kapitán – 8. říjen, 1914
- Major – 1. červen, 1923
- Podplukovník – 1. únor, 1929
- Plukovník – 1. říjen, 1931
- Generalmajor – 1. duben, 1934
- Generalporučík – 1. leden, 1936
- General pěchoty – 1. srpen, 1937
- Generalplukovník – 1. listopad, 1938
- Generalfeldmarschall – 19. červenec, 1940

### Významná vyznamenání
- Rytířský kříž železného kříže – 30. září, 1939
- Pruský železný kříž I. třídy – říjen, 1914
- Pruský železný kříž II. třídy – 1914
- Spona k pruskému železnému kříži II. třídy – září, 1939
- Spona k pruskému železnému kříži I. třídy – září, 1939
- Odznak za zranění v černém (První světová válka)
- Odznak za zranění ze 20. července, 1944 v černém – 1944
- Sudetská pamětní medaile se sponou Pražský hrad
- Medaile za Anschluss
- Medaile za navrácení Memelu
- Zlatý stranický odznak – 20. duben, 1939
- Kříž cti
- |  |  |  Služební vyznamenání wehrmachtu od IV. do I. třídy
- Královský rumunský řád Michala Chrabrého I. třídy – 14. říjen, 1941
- Královský rumunský řád Michala Chrabrého II. třídy – 14. říjen, 1941
- Královský rumunský řád Michala Chrabrého III. třídy – 14. říjen, 1941
- Finský řád kříže svobody I. třídy s meči – 25. březen 1942
- Finský řád bíle růže s meči a náprsní hvězdicí
- Rytířský kříž domácího řádu Hohenzollernů s meči (První světová válka)
- Rakousko-Uherský vojenský záslužný kříž III. třídy s válečnou ozdobou (První světová válka)
- Brunšvický válečný záslužný kříž I. třídy (První světová válka)
- Brunšvický válečný záslužný kříž II. třídy (První světová válka)
- Velkovévodské hesenské vyznamenání za statečnost (První světová válka)
- Vévodský brunšvický řád Jindřicha Lva (První světová válka)
- Brémský hanzovní kříž
- Hamburský hanzovní kříž
- Velkovévodský kříž Fridricha Augusta I. třídy (První světová válka)
- Velkovévodský kříž Fridricha Augusta II. třídy (První světová válka)
- Brunšvický odznak ke záslužnému kříži II. třídy (První světová válka)
- Velkokříž královského vojenského řádu ze Savoj
- Sasko-ernestinský domácí řád (První světová válka)

## Galerie

„Polní maršál Keitel při podepisování kapitulaci nacistického Německa v Berlíně dne 8. května 1945.“
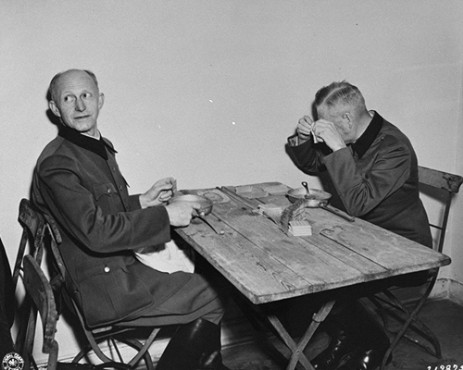
„Alfred Jodl (vlevo) a Wilhelm Keitel při obědě ve vězeňské jídelně v Norimberku.“
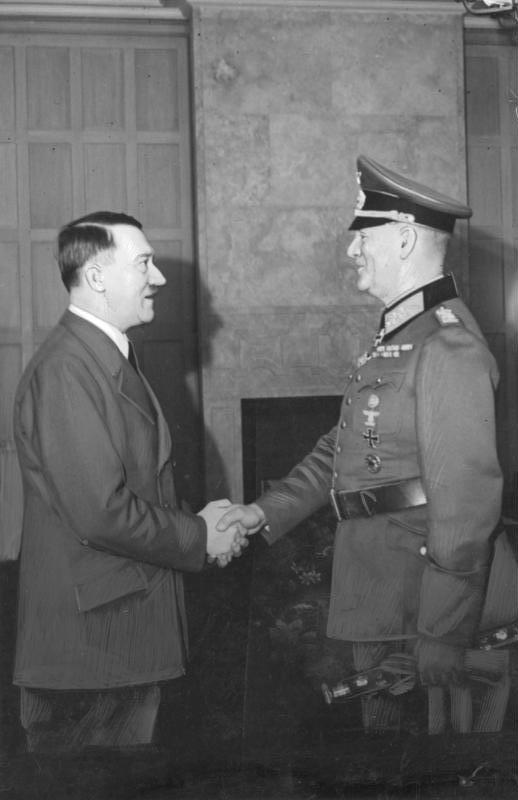
„Kancléř Adolf Hitler gratuluje maršálu Keitelovi k jeho 40. roku služby v ozbrojených složkách Německa dne 9. března roku 1941.“
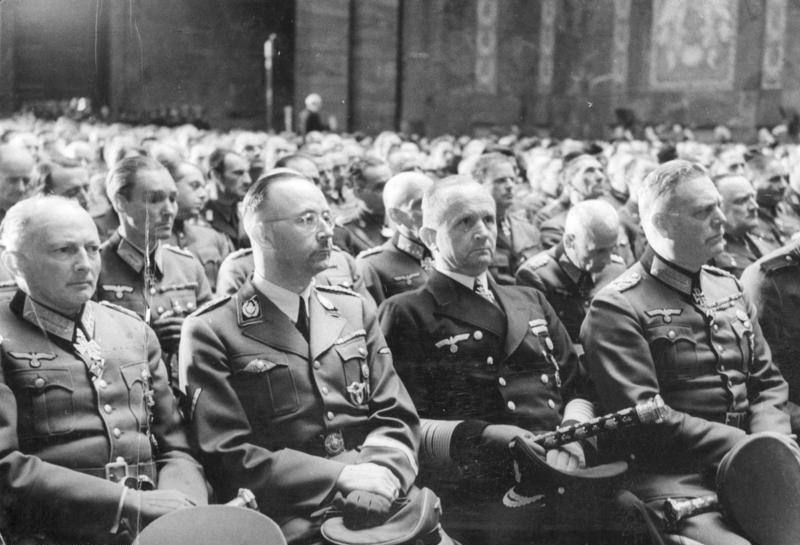
„Smuteční obřad za zesnulého generála Hubeho, 26. duben, 1944. Zleva: polní maršál Hans-Günther von Kluge, říšský vůdce SS Heinrich Himmler, admirál Karl Dönitz a polní maršál Wilhelm Keitel.“
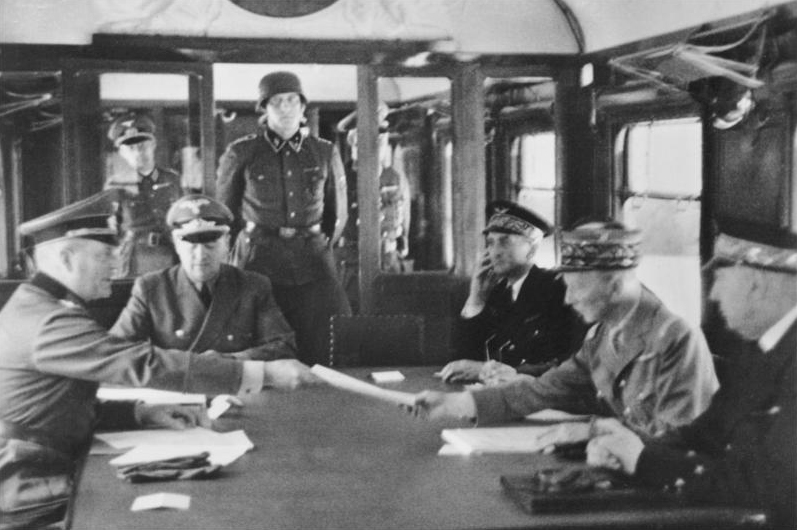
„Francouzský generál Charles Huntziger vyjednává příměří s Německem, které je zastoupeno polním maršálem Keitelem, 22. června 1940.“
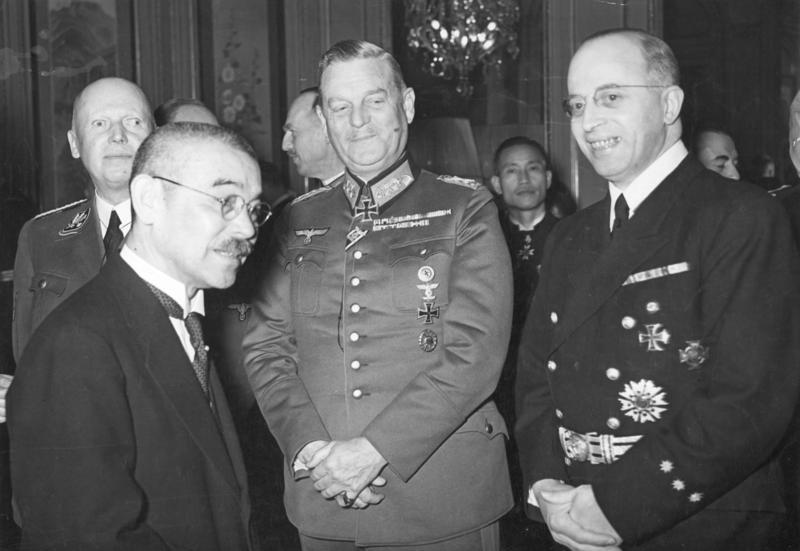
„Návštěva japonského ministra zahraničí v Berlíně 28. března roku 1941. Zleva: říšský ministr a šéf říšské kanceláře Hans Lammers, ministr Yōsuke Matsuoka, polní maršál Wilhelm Keitel a německý velvyslanec v Japonsku Heinrich Georg Stahmer.“
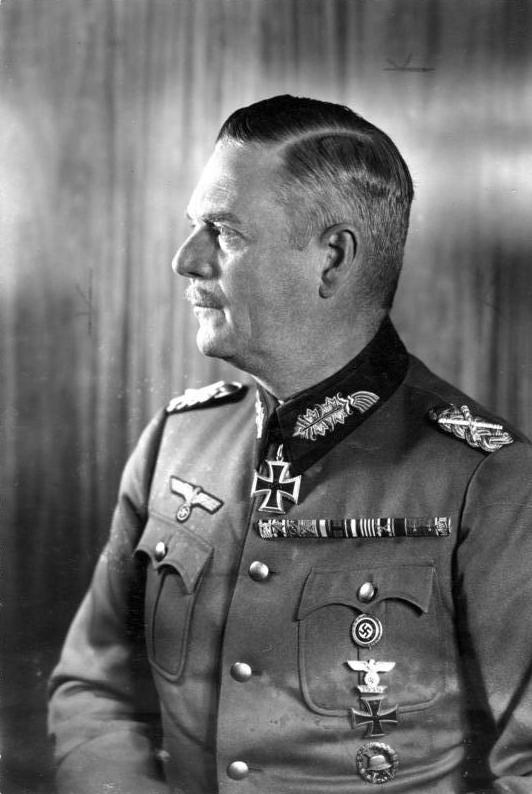
„Portrét polního maršála Wilhelma Keitela z roku 1940.“
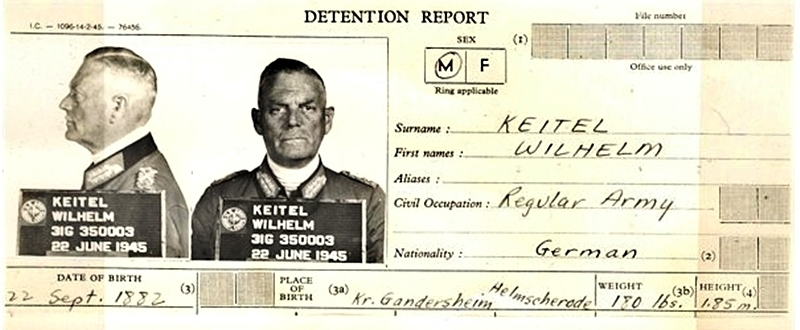
„Zpráva o Keitelově zadržení z června roku 1945“